# Jean de Châtillon-Saint-Pol
Jean Ier de Châtillon-Saint-Pol, né après 1292 et mort avant 1344, est le fils de Guy IV de Châtillon-Saint-Pol et de Marie de Bretagne. 
Il est le cousin germain du duc Jean III de Bretagne et de la reine de France Jeanne Ire de Navarre.

## Biographie
Jean de Châtillon, comte de Saint-Pol, s'illustra au service du roi Philippe VI de Valois, qu'il suivit à l'armée contre Édouard III, roi d'Angleterre. Il mourut avant 1344. Il avait épousé, au mois de décembre 1329, Jeanne de Fiennes, fille de Jean, baron de Fiennes, et d'Isabelle de Dampierre, et sœur héritière du connétable de France Robert de Fiennes. À la mort de Jean de Châtillon, le comté de Saint-Pol passa à son fils Guy V de Châtillon-Saint-Pol puis à la famille de Guy de Luxembourg-Ligny. 

## Mariage et descendance
Jean Ier de Châtillon-Saint-Pol a épousé, au mois de décembre 1329, Jeanne de Fiennes, dont il a eu plusieurs enfants :
- Guy V de Châtillon-Saint-Pol (1342-1360), comte de Saint-Pol, sans postérité ;
- Mahaut, comtesse de Saint-Pol après la mort de son frère, fut mariée le 8 décembre 1350, à Guy de Luxembourg, comte de Ligny, fils de Jean, seigneur de Ligny, et d'Alix de Flandre. Par ce mariage, le Comté de Saint- Pol et la baronnie de Fiennes passent dans la Maison de Luxembourg ;
- Jeanne, dite de Saint-Pol, dame de Freneuch, morte sans avoir été mariée avant le 7 septembre 1389, suivant un titre du Trésor de la Fère.